# امبرتون
امبرتون (به انگلیسی: Emberton) یک روستا و محله مدنی در بریتانیا است که در میلتون کینز واقع شده‌است. امبرتون ۷۲۰ نفر جمعیت دارد.